# Talaromyces rugulosus
Talarómyces rugulósus (лат.) — вид несовершенных грибов (телеоморфная стадия неизвестна), относящийся к роду Таларомицес (Talaromyces). Ранее включался в состав рода Пеницилл (Penicillium) как Penicillium rugulosum — пеници́лл морщи́нистый.

## Описание
Колонии на агаре Чапека ограниченно-растущие, на 7-е сутки около 1 см в диаметре, бархатистые, с белым мицелием, по краю белым. Спороношение умеренное или обильное, в жёлто-зелёных до тёмно-зелёных тонах. Реверс неокрашенный, затем иногда оранжево-красный или винно-красный.
Колонии на CYA на 7-е сутки около 1,5 см в диаметре, иногда слабо радиально-складчатые, с белым мицелием, бархатистые, с обильным спороношением в тёмно-зелёных тонах. Экссудат и растворимый пигмент не выделяются. Реверс колоний в центре жёлто-коричневый, по краям до светло-жёлтого.
На агаре с солодовым экстрактом (MEA) колонии с белым, в центральной части с воздушным жёлтым мицелием, бархатистые и шерстистые. Спороношение обильное, тускло-зелёное до тёмно-зелёного. Реверс в центре жёлто-коричневый.
На агаре с дрожжевым экстрактом и сахарозой (YES) колонии с белым мицелием, с обильным тускло-зелёным или тёмно-зелёным спороношением. Растворимый пигмент не выделяется, реверс колоний в центре обычно оранжевый, по краям до светло-жёлтого.
Конидиеносцы — двухъярусные кисточки, с дополнительными симметричными метулами, с гладкостенной ножкой 40—100 мкм длиной и 2—3 мкм толщиной. Метулы в конечной мутовке по 3—6, расходящиеся, 7—15 мкм длиной. Фиалиды игловидные до фляговидных, по 3—6 в пучке, 7—14 × 2—3,5 мкм. Конидии эллипсоидальные до веретеновидных, гладкостенные или едва шероховатые, 2,5—6 × 2,5—4 мкм.

### Отличия от близких видов
Определяется по медленно- и ограниченно-растущим колониям с тёмно-зелёным спороношением. Конидиеносцы с дополнительными симметрично расположенными веточками. Близок Talaromyces atricola.

## Экология и значение
Преимущественно почвенный гриб, изредка встречающийся в качестве загрязнителя на разных органических субстратах, в том числе на пищевых продуктах.
Продуцент токсина ругулозина A.

## Таксономия
Talaromyces rugulosus (Thom) Samson, Yilmaz, Frisvad & Seifert, Stud. Mycol. 70: 177 (2011). — Penicillium rugulosum Thom, Bull. Bur. Anim. Ind. U.S. Dep. Agric. 118: 60 (1910).

### Синонимы
- Penicillium chrysitis Biourge, 1923
- Penicillium echinosporum Nehira, 1933
- Penicillium elongatum Bainier, 1907, nom. illeg.
- Penicillium rugulosum Thom, 1910
- Talaromyces echinosporus (Nehira) Samson et al., 2011